# Henryk Kieszkowski
Henryk Kieszkowski herbu Krzywda (ur. 10 maja 1821 w Hruszatycach, zm. 12 marca 1905 w Krakowie) – ziemianin, współzałożyciel i dyrektor Towarzystwa Wzajemnych Ubezpieczeń w Krakowie, poseł na Sejm Krajowy Galicji IV kadencji od 1878 do 1881.

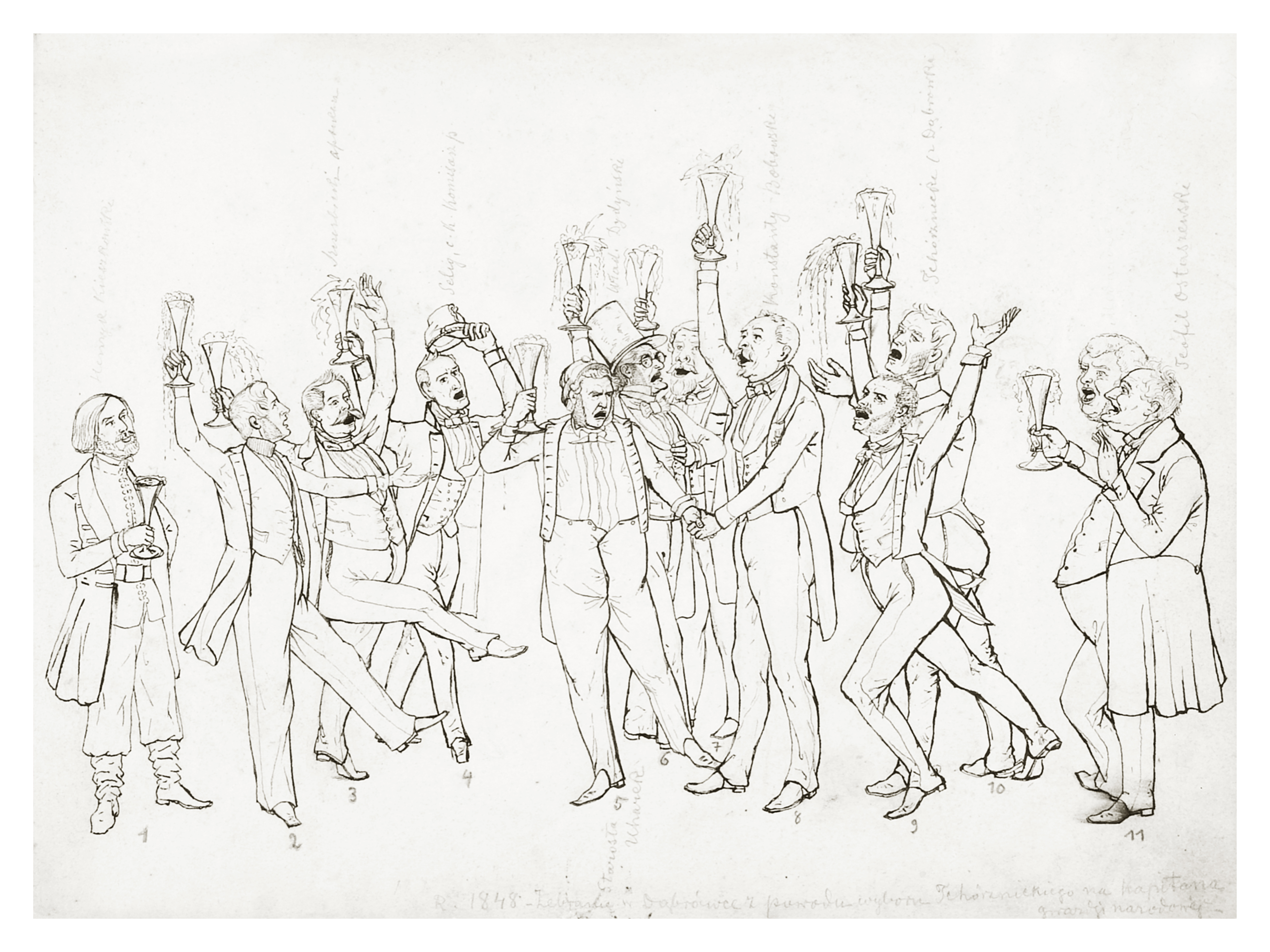
Toast w Dąbrówce z okazji wyboru Władysława Mniszek-Tchorznickiego na kapitana Gwardii Narodowej podczas Wiosny Ludów na obszarze Galicji w 1848. Pierwszy z lewej Henryk Kieszkowski

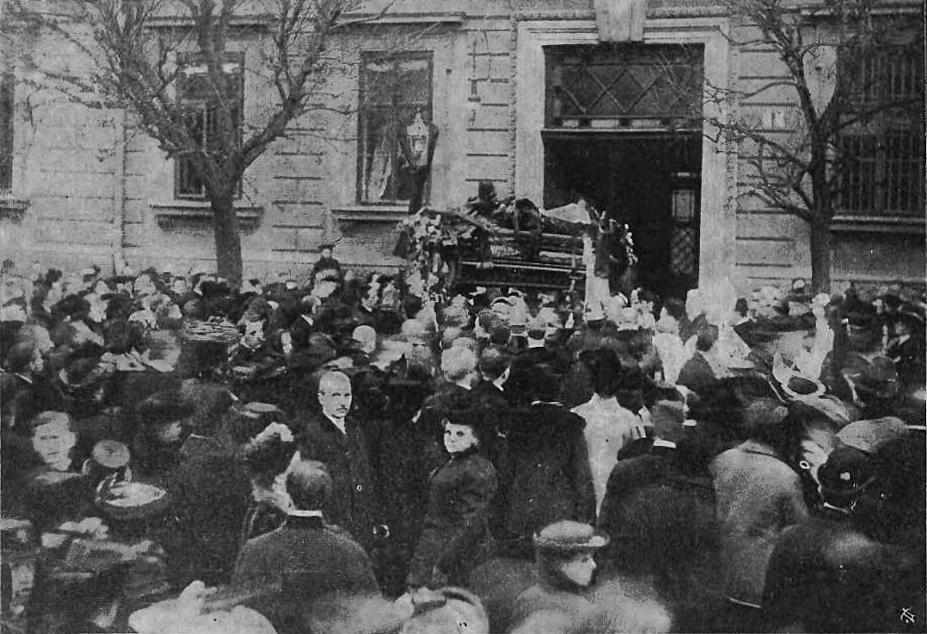
Pogrzeb Henryka Kieszkowskiego

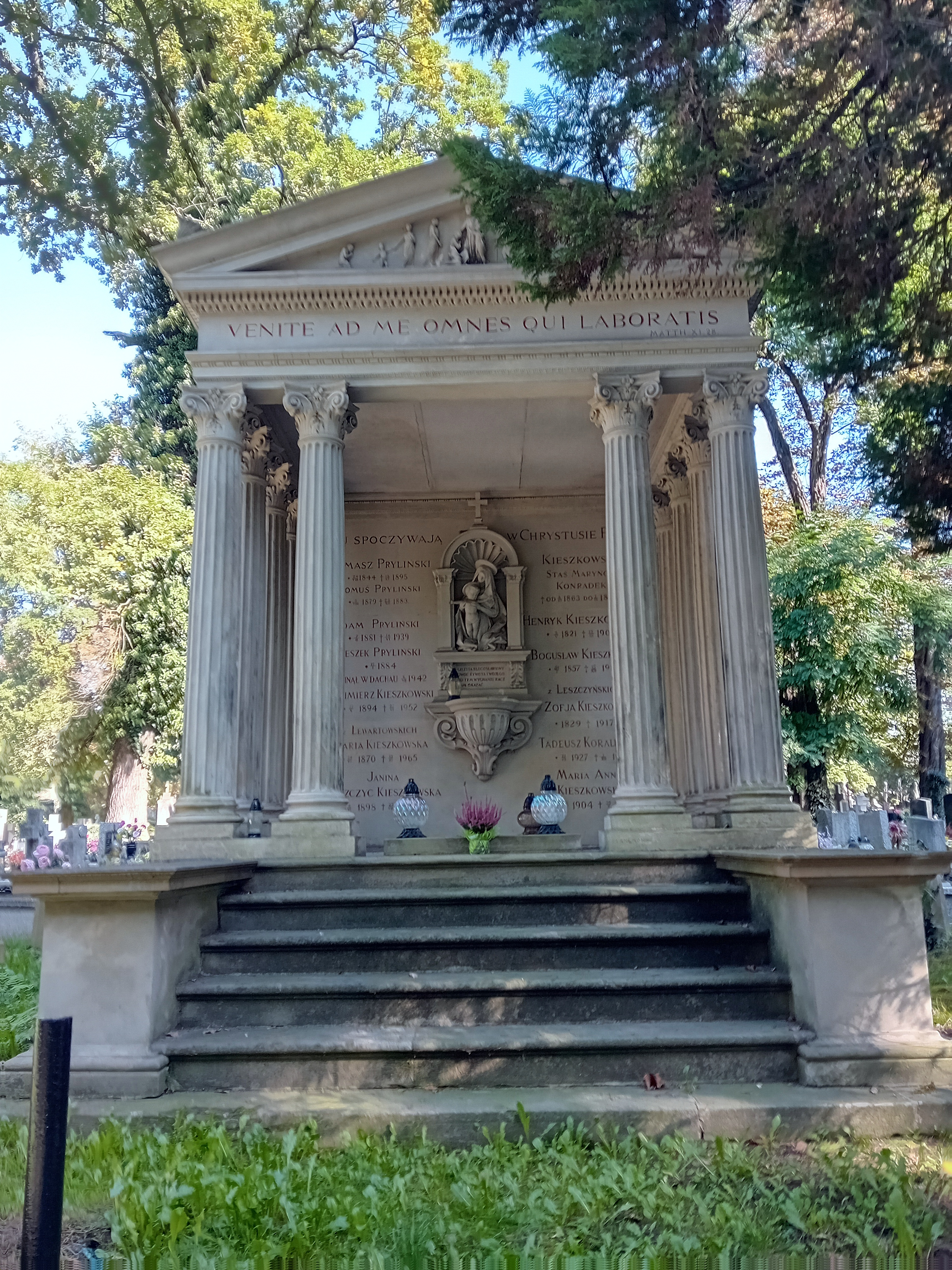
Grobowiec rodzinny

## Życiorys
Wywodził się z rodu Kieszkowskich herbu Krzywda. Był prawnukiem Kazimierza Kieszkowskiego, wnukiem Antoniego Kieszkowskiego (1739-1814) oraz synem Stanisława (1772–1842) z jego drugiego małżeństwa z Marianną Sigert von Sigertstein (zm. 1829 w Hruszatycach). Miał rodzeństwo przyrodnie: Elżbietę (po mężu Szydłowska), Adama (ur. 1795, dziedzic dóbr) i Pawła (dziedzic dóbr, członek Stanów Galicyjskich) oraz rodzeństwo rodzone: Sabinę (żona Jana Kantego Podoleckiego), Józefa (ur. 1808, oficer wojsk polskich), Julię (zamężna z Edwardem Tadeuszem Bielińskim), Waleriana (ur. 1820, dziedzic Tarnawy, podpułkownik wojsk polskich), Florentynę (zm. 1894, zamężna z Konstantym Hallerem), Zuzannę (zm. 1895, zamężna z Feliksem Hallerem), Malwinę (zamężna z Wojciechem Strzeleckim). Uczył się w gimnazjum w Samborze (1832–1833), gimnazjum w Buczaczu, a od 1835 w Przemyślu. W latach 1840–1844 studiował na Politechnice w Wiedniu.
15 lipca 1848 został przewodniczącym komisji organizującej Gwardię Narodową obwodu sanockiego. Dzierżawił różne majątki ziemskie, po ojcu odziedziczył Tarnawę Wyżną. W połowie XIX wieku Henryk i Walerian Kieszkowscy byli właścicielami posiadłości tabularnej Tarnawa Niżna i Tarnawa Wyżna. Zniechęcony niepowodzeniami w gospodarstwie, w 1858 przeprowadził się do Krakowa. Został członkiem Krakowskiego Towarzystwa Gospodarczo-Rolniczego, pracował jako likwidator w Pierwszym Austriackim Towarzystwie Ubezpieczeń w Wiedniu.
Zaangażował się w kampanię posła Franciszka Trzecieskiego na rzecz utworzenia polskiego towarzystwa ubezpieczeniowego. Na walnym zgromadzeniu 26 listopada 1860 po utworzeniu i uzyskaniu koncesji został wybrany dyrektorem-referentem Towarzystwa Wzajemnych Ubezpieczeń w Krakowie i pełnił tę funkcję przez 36 lat.
Narażając się na ataki i oskarżenia o finansowanie powstania oraz rewizje w celu znalezienia broni towarzystw austriackich broniących swojej wyłączności na rynku ubezpieczeń w 1863, pomagał powstańcom, oferując kwatery i magazyny na broń. W latach 1865–1869 wprowadził nowe typy ubezpieczenia od gradobicia, na życie i wypadkowe.
W 1866 utworzył w Krakowie Kasę Oszczędności, w 1873 przejętą przez miasto; zasiadał w jej wielkim wydziale. W 1870 założył kasy zaliczkowe dla powiatów krakowskiego i chrzanowskiego. Przystępując do organizacji kółek rolniczych i ochotniczych straży pożarnych w Galicji, nawiązał kontakty z towarzystwami ubezpieczeniowymi w Królestwie Polskim i na Śląsku. W latach 1876–1890 był radnym miasta Krakowa, należąc początkowo do sekcji ekonomicznej, a później skarbowej. Był przewodniczącym koła radzieckiego.
5 listopada w 1878 został wybrany posłem Sejmu Krajowego IV kadencji (1877-1882) na miejsce zmarłego Józefa Badeniego, 25 lutego 1881 na jego miejsce wybrano Jana Tarnowskiego. W 1882 wszedł w skład Rady Nadzorczej Banku Krajowego. 1 maja 1886 został honorowym obywatelem Krakowa, 10 maja 1886 nadano mu honorowe obywatelstwo Sanoka. Otrzymał też wiele tytułów honorowego członka instytucji finansowych  w Galicji. W 1892 opracował statut emerytalny oraz kasy zapomogowej dla urzędników towarzystwa. W 1890 odznaczony został Krzyżem Kawalerskim Orderu Leopolda.
Został obwinionym defraudacji finansowych w wysokości 200 tys. florenów. Po odejściu ze stanowiska dyrektora-referenta w TWU (1896) został obdarzony funkcją kuratora honorowego. W 1897 wykrycie poważnej defraudacji wykazało potrzebę reformy administracji TWU. Kieszkowski złożył dymisję, a jego pożegnanie z pracownikami TWO odbyło się 27 maja 1897. Wycofał się z życia publicznego, a na pokrycie strat finansowych w Towarzystwie przekazał swoją pensję emerytalną i oddał mieszkanie pozostawione mu dożywotnio. Na uroczystym pożegnaniu Rada Nadzorcza pozostawiła mu godność dożywotniego honorowego kuratora Towarzystwa. 
O defraudacje w TWU został też obwiniony pracujący także tam jego syn Czesław Kieszkowski, a po ujawnieniu sprawy w październiku 1897 i ucieczce syna za granicę Henryk Kieszkowski pokrył szkody wyrządzone przez syna (ponad 100 tys. koron). Ostatecznie pod koniec lipca 1911 złożył pierwsze zeznania przed sądem. W latach 1898–1900 spisał swój pamiętnik będący historią powstania i rozwoju towarzystwa ubezpieczeniowego.
W 1845 ożenił się z Zofią Leszczyńską herbu Sas (1829-1917, córka Jana, właściciela majątku Turzepole). Miał dziesięcioro dzieci (czworo zmarło w wieku niemowlęcym), córki Helenę (zamężna z architektem Tomaszem Prylińskim), Zofię (zamężna ze Stanisławem Chełmickim), Felicję oraz trzech synów Czesława (1846-1920, żonaty z Jadwigą Pietsch von Ritterschild, naczelnik wydziału w TWU, ojciec Jerzego), Bogusława (1857–1912, oficer C. K. Armii, c. k. starosta), Jacka (1851-1900, dziedzic, oficer, urzędnik).
Zmarł w nocy 12/13 marca 1905 w wieku 84 lat. Został pochowany w grobowcu rodzinnym Prylińskich i Kieszkowskich na cmentarzu Rakowickim w Krakowie 16 marca 1905 (kwatera IX, rząd południowy). Został upamiętniony epitafium w kościele Dominikanów autorstwa Zygmunta Langmana.